# Order Rewolucji Październikowej
Order Rewolucji Październikowej (ros. Oрден Октябрьской революции) – order ustanowiony decyzją Prezydium Rady Najwyższej ZSRR z 31 października 1967 roku na cześć 50-lecia rewolucji październikowej.
Zgodnie ze statutem orderem nagradzani byli: obywatele ZSRR, przedsiębiorstwa, urzędy, organizacje i inne kolektywy pracowników, jednostki wojskowe i związki taktyczne, a także republiki, kraje, obwody i miasta. Mogli być także nagradzani obywatele innych państw.
Nagradzano orderem za: aktywną działalność rewolucyjną, duży wkład w ustanowienie i rozwój władzy radzieckiej, za wybitne zasługi w budownictwie socjalizmu i komunizmu, za zasługi w rozwoju gospodarki narodowej, nauki i kultury, za szczególną odwagę i męstwo w walce zbrojnej z wrogami państwa radzieckiego, za zasługi w umocnieniu obronności państwa, za szczególną działalność państwową i społeczną, za aktywną działalność związaną z rozwojem i pogłębieniem wszechstronnych przyjacielskich więzi pomiędzy narodami ZSRR i innych państw, utrzymanie pokoju między narodami. 
Order wykonany jest ze srebra i nosi się go na lewej piersi, za Orderem Lenina. Po śmierci nagrodzonego order pozostawia się rodzinie.

## Odznaczeni
Pierwsze odznaczenia zostały przyznane w dniu 4 listopada 1967 roku miastom: Leningradowi i Moskwie za wybitne zasługi robotników tych miast w ruchu rewolucyjnym w czasie rewolucji październikowej, umocnienie władzy sowieckiej, męstwo i bohaterstwo w walkach, za sukcesy w budowie komunizmu. 19 grudnia 1967 roku za takie same zasługi nagrodzona została Rosyjska Federacyjna Socjalistyczna Republika Radziecka, a 22 grudnia Ukraińska SRR. 22 lutego 1968 roku na cześć 50-lecia Armii Radzieckiej orderem został nagrodzony krążownik Aurora, a także grupa dowódców Armii Radzieckiej (marszałkowie: Wasilewski, Golikow, Jeriomienko, Żukow, Koniew, Kryłow, Mierieckow, Moskalenko, Rokossowski, Sokołowski, Timoszenko, Czujkow, admirał floty Gorszkow, główny marszałek lotnictwa Wierszynin, główny marszałek artylerii Woronow). Nieco później wyróżniono: marszałków Batickiego i Zacharowa, generałów armii Gorbatowa, Żadowa i Kuroczkina.